# آلدان وارایف
آلدان وارایف (روسی: Адлан Абуевич Вараев؛ ۲ ژانویهٔ ۱۹۶۲ – ۴ مهٔ ۲۰۱۶) کشتی‌گیر اهل اتحاد جماهیر شوروی سوسیالیستی بود.
وی در مسابقات کشوری و بین‌المللی در مجموع برندهٔ ۴ مدال طلا، ۲ مدال نقره شده‌است.